# Elaphoglossum actinotrichum
Elaphoglossum actinotrichum är en träjonväxtart som först beskrevs av Carl Friedrich Philipp von Martius, och fick sitt nu gällande namn av Moore. Elaphoglossum actinotrichum ingår i släktet Elaphoglossum och familjen Dryopteridaceae. Inga underarter finns listade.